# Łodziska (przystanek kolejowy)
Łodziska – zlikwidowany w 1973 roku wąskotorowy przystanek osobowy w Szwendrowym Moście na linii kolejowej Myszyniec – Grabowo Wąskotorowe, w powiecie ostrołęckim, w województwie mazowieckim, w Polsce.